# I liga brazylijska w piłce nożnej (1990)
Brazylia 1990
Mistrzem Brazylii został klub Corinthians Paulista, natomiast wicemistrzem Brazylii - klub São Paulo.
Do Copa Libertadores w roku 1991 zakwalifikowały się następujące kluby:
- Corinthians Paulista (mistrz Brazylii)
- CR Flamengo (zwycięzca Copa do Brasil)

Dwa najsłabsze kluby spadły do drugiej ligi (Campeonato Brasileiro Série B):
- São José
- AA Internacional

Do pierwszej ligi awansowały dwa najlepsze kluby drugiej ligi:
- Sport Recife
- Athletico Paranaense

## Campeonato Brasileiro Série A - sezon 1990

### Pierwszy etap

#### Kolejka 1
| Data             | Mecz                                                                 |
| ---------------- | -------------------------------------------------------------------- |
| 5 września 1990  | CR Flamengo - CA Bragantino 1:2 Gaúcho - Tiba, João Santos           |
| 18 sierpnia 1990 | AA Internacional - EC Bahia 2:1 Nando, Formiga - Naldinho            |
| 18 sierpnia 1990 | Náutico - Santos FC 1:0 Barros                                       |
| 18 sierpnia 1990 | São Paulo - Atlético Mineiro 1:2 Diego Aguirre - Tato, Giberto Costa |
| 19 sierpnia 1990 | São José - Goiás EC 1:1 Amauri - Wílson                              |
| 19 sierpnia 1990 | Cruzeiro EC - Botafogo FR 1:0 Paulinho                               |
| 19 sierpnia 1990 | Fluminense FC - Portuguesa 3:0 Rinaldo (2), Renato                   |
| 19 sierpnia 1990 | Grêmio Porto Alegre - Corinthians Paulista 3:0 Caio (3)              |
| 26 września 1990 | EC Vitória - CR Vasco da Gama 2:0 Júnior,,ré Carpes                  |
| 30 sierpnia 1990 | SE Palmeiras - SC Internacional 1:0 Betinho                          |

#### Kolejka 2
| Data             | Mecz                                                                                           |
| ---------------- | ---------------------------------------------------------------------------------------------- |
| 25 sierpnia 1990 | CR Vasco da Gama - AA Internacional 0:1 Márcio Florêncio                                       |
| 25 sierpnia 1990 | Corinthians Paulista - Cruzeiro EC 0:1 Paulão                                                  |
| 25 sierpnia 1990 | Portuguesa - EC Vitória 0:0                                                                    |
| 26 sierpnia 1990 | Botafogo FR - São José 0:1 Peu                                                                 |
| 26 sierpnia 1990 | Goiás EC - Náutico 1:0 Túlio                                                                   |
| 26 sierpnia 1990 | SC Internacional - Grêmio Porto Alegre 0:1 Nílson                                              |
| 26 sierpnia 1990 | CA Bragantino - SE Palmeiras 1:1 João Santos - Toninho                                         |
| 29 sierpnia 1990 | EC Bahia - CR Flamengo 1:0 Charles                                                             |
| 29 sierpnia 1990 | Atlético Mineiro - Fluminense FC 4:2 Gérson (2), Éder, Paulo Roberto Prestes - Rinaldo, Macula |
| 29 sierpnia 1990 | Santos FC - São Paulo 1:0 César Sampaio                                                        |

#### Kolejka 3
| Data            | Mecz                                                |
| --------------- | --------------------------------------------------- |
| 1 września 1990 | Cruzeiro EC - Portuguesa 1:0 Luís Fernando Flores   |
| 1 września 1990 | CR Flamengo - Goiás EC 2:2 Gaúcho, Bobô - Guga (2)  |
| 2 września 1990 | EC Vitória - Corinthians Paulista 0:0               |
| 2 września 1990 | São Paulo - CA Bragantino 1:0 Diego Aguirre         |
| 2 września 1990 | Fluminense FC - SC Internacional 1:1 Renato - Célio |
| 2 września 1990 | Náutico - EC Bahia 0:0                              |
| 2 września 1990 | AA Internacional - Botafogo FR 1:0 Marco Antônio    |
| 2 września 1990 | SE Palmeiras - Santos FC 0:0                        |
| 2 września 1990 | Grêmio Porto Alegre - Atlético Mineiro 0:0          |
| 5 września 1990 | São José - CR Vasco da Gama 0:0                     |

#### Kolejka 4
| Data            | Mecz                                                                                             |
| --------------- | ------------------------------------------------------------------------------------------------ |
| 7 września 1990 | Goiás EC - Cruzeiro EC 2:2 Luvanor, Lira - Luís Fernando Flores, Adílson                         |
| 8 września 1990 | Botafogo FR - Grêmio Porto Alegre 1:1 Valdeir - Caio                                             |
| 8 września 1990 | Santos FC - São José 2:0 Ney, Almir                                                              |
| 9 września 1990 | CR Vasco da Gama - Fluminense FC 0:0                                                             |
| 9 września 1990 | Portuguesa - São Paulo 1:2 Sinval - Cafu, Antônio Carlos                                         |
| 9 września 1990 | Corinthians Paulista - SE Palmeiras 2:1 Neto, Wílson Manoe - Betinho                             |
| 9 września 1990 | SC Internacional - CR Flamengo 3:3 Edu Lima, Alberto, Chiquinho - Gaúcho, Renato Gaúcho, Uidemar |
| 9 września 1990 | CA Bragantino - AA Internacional 2:1 Tiba, Sílvio - Ribamar                                      |
| 9 września 1990 | Atlético Mineiro - Náutico 1:0 Gérson                                                            |
| 9 września 1990 | EC Bahia - EC Vitória 0:1 Júnior                                                                 |

#### Kolejka 5
| Data             | Mecz                                                                             |
| ---------------- | -------------------------------------------------------------------------------- |
| 15 września 1990 | Fluminense FC - Santos FC 5:2 Rinaldo (2), Edemílson (2), Luciano - Serginho (2) |
| 16 września 1990 | São José - Corinthians Paulista 1:2 Eugênio - Neto, Tupãzinho                    |
| 16 września 1990 | São Paulo - Goiás EC 0:1 Túlio                                                   |
| 16 września 1990 | CR Flamengo - CR Vasco da Gama 1:0 Nélio                                         |
| 16 września 1990 | Grêmio Porto Alegre - CA Bragantino 0:1 Ivair                                    |
| 16 września 1990 | EC Vitória - Atlético Mineiro 1:1 Missinho - Giberto Costa                       |
| 16 września 1990 | Náutico - Botafogo FR 2:1 Bizu (2) - Washington                                  |
| 16 września 1990 | Cruzeiro EC - SC Internacional 2:0 Hêider (2)                                    |
| 16 września 1990 | AA Internacional - Portuguesa 1:1 Pecos - Vladimir                               |
| 16 września 1990 | SE Palmeiras - EC Bahia 1:2 Mirandinha - Charles, Naldinho                       |

#### Kolejka 6
| Data             | Mecz                                                                         |
| ---------------- | ---------------------------------------------------------------------------- |
| 19 września 1990 | Portuguesa - Grêmio Porto Alegre 2:2 Vágner Mancini, Cristóvão - Caio, Assis |
| 19 września 1990 | CA Bragantino - Náutico 0:1 Nivaldo                                          |
| 19 września 1990 | Corinthians Paulista - Fluminense FC 1:0 Antônio Carlos                      |
| 19 września 1990 | Botafogo FR - EC Vitória 0:0                                                 |
| 19 września 1990 | CR Vasco da Gama - Cruzeiro EC 1:1 Sorato - Ramón                            |
| 19 września 1990 | EC Bahia - São José 3:0 Charles (3)                                          |
| 19 września 1990 | Goiás EC - AA Internacional 3:0 Guga (2), Niltinho                           |
| 19 września 1990 | Atlético Mineiro - SE Palmeiras 1:0 Marquinhos                               |
| 19 września 1990 | Santos FC - CR Flamengo 0:0                                                  |
| 20 września 1990 | SC Internacional - São Paulo 1:2 Letelier - Raí, Ronaldão                    |

#### Kolejka 7
| Data             | Mecz                                                           |
| ---------------- | -------------------------------------------------------------- |
| 22 września 1990 | SE Palmeiras - Portuguesa 1:3 Édson - Adil, Vágner Mancini, Lê |
| 22 września 1990 | Cruzeiro EC - EC Bahia 0:0                                     |
| 22 września 1990 | CR Flamengo - Atlético Mineiro 1:1 Renato Gaúcho - Gérson      |
| 23 września 1990 | São Paulo - Corinthians Paulista 1:1 Mário Tilico - Neto       |
| 23 września 1990 | Náutico - SC Internacional 1:1 Léo - Letelier                  |
| 23 września 1990 | Fluminense FC - Botafogo FR 0:1 Valdeir                        |
| 23 września 1990 | EC Vitória - Goiás EC 1:1 Beto - Guga                          |
| 23 września 1990 | Grêmio Porto Alegre - CR Vasco da Gama 1:1 Assis - Bismarck    |
| 23 września 1990 | AA Internacional - Santos FC 0:0                               |
| 23 września 1990 | São José - CA Bragantino 0:1 Franklin                          |

#### Kolejka 8
| Data                | Mecz                                                                      |
| ------------------- | ------------------------------------------------------------------------- |
| 29 września 1990    | EC Bahia - São Paulo 2:2 Charles, Jorginho - Diego Aguirre, Alcindo       |
| 30 września 1990    | Corinthians Paulista - AA Internacional 1:0 Paulo Sérgio                  |
| 30 września 1990    | Portuguesa - São José 2:2 Vágner Mancini, Arnaldo - Vânder Luís, Henrique |
| 30 września 1990    | Botafogo FR - CR Flamengo 1:0 Vivinho                                     |
| 30 września 1990    | Fluminense FC - CA Bragantino 1:1 Edemílson - Barbosa                     |
| 30 września 1990    | CR Vasco da Gama - Náutico 1:1 Jorge Luís - Buião                         |
| 30 września 1990    | Atlético Mineiro - Cruzeiro EC 2:0 Gilberto Costa, Moacir                 |
| 30 września 1990    | Goiás EC - SE Palmeiras 0:2 Careca (2)                                    |
| 30 września 1990    | SC Internacional - EC Vitória 0:0                                         |
| 1 października 1990 | Santos FC - Grêmio Porto Alegre 0:0                                       |

#### Kolejka 9
| Data                 | Mecz                                                                                   |
| -------------------- | -------------------------------------------------------------------------------------- |
| 4 października 1990  | CR Flamengo - Corinthians Paulista 1:2 Renato Gaúcho - Paulo Sérgio, Tupãzinho         |
| 4 października 1990  | EC Vitória - CA Bragantino 1:0 Júnior                                                  |
| 4 października 1990  | Grêmio Porto Alegre - Goiás EC 2:0 Maurício, Darci.                                    |
| 4 października 1990  | Fluminense FC - EC Bahia 1:4 Alexandre Torres - Naldinho, Charles, Gil, Luís Henrique. |
| 4 października 1990  | Náutico - Portuguesa 2:2 Bizu, Léo - Arnaldo, Capitão.                                 |
| 4 października 1990  | SE Palmeiras - Botafogo FR 0:1 Juninho.                                                |
| 4 października 1990  | São Paulo - CR Vasco da Gama 0:0                                                       |
| 4 października 1990  | São José - Atlético Mineiro 0:0                                                        |
| 17 października 1990 | AA Internacional - SC Internacional 1:2 Ribamar - Edu Lima, Alberto                    |
| 26 września 1990     | Cruzeiro EC - Santos FC 1:1 Édson - Edu Marangon                                       |

#### Kolejka 10
| Data                | Mecz                                                             |
| ------------------- | ---------------------------------------------------------------- |
| 7 października 1990 | Corinthians Paulista - Náutico 1:0 Neto                          |
| 7 października 1990 | Portuguesa - CR Flamengo 0:2 Gaúcho, Renato Gaúcho               |
| 7 października 1990 | EC Bahia - Grêmio Porto Alegre 1:2 Naldinho - Darci, Jorginho s  |
| 7 października 1990 | SC Internacional - São José 1:1 Luís Fernando - Henrique         |
| 7 października 1990 | Atlético Mineiro - AA Internacional 1:0 Gilberto Costa           |
| 7 października 1990 | CR Vasco da Gama - SE Palmeiras 2:1 Sorato, Bismarck - Raniélli  |
| 7 października 1990 | Botafogo FR - São Paulo 1:0 Valdeir                              |
| 7 października 1990 | Santos FC - EC Vitória 3:0 Paulinho, Luís Carlos, Índio          |
| 7 października 1990 | CA Bragantino - Cruzeiro EC 3:0 Mazinho, Barbosa, Carlos Augusto |
| 7 października 1990 | Goiás EC - Fluminense FC 3:0 Túlio (2), Rubens Carlos            |

#### Tabele
| Poz | Klub                 | Mecze | Zw | Rem | Por | Pkt | BrZd | BrStr |
| --- | -------------------- | ----- | -- | --- | --- | --- | ---- | ----- |
| 1   | Atlético Mineiro     | 10    | 6  | 4   | 0   | 16  | 13   | 5     |
| 2   | Corinthians Paulista | 10    | 6  | 2   | 2   | 14  | 10   | 8     |
| 3   | CA Bragantino        | 10    | 5  | 2   | 3   | 12  | 11   | 7     |
| 4   | Goiás EC             | 10    | 4  | 4   | 2   | 12  | 14   | 10    |
| 5   | EC Bahia             | 10    | 4  | 3   | 3   | 11  | 14   | 9     |
| 6   | Santos FC            | 10    | 3  | 5   | 2   | 11  | 9    | 7     |
| 7   | Botafogo FR          | 10    | 4  | 2   | 4   | 10  | 6    | 6     |
| 8   | CR Vasco da Gama     | 10    | 1  | 6   | 3   | 8   | 5    | 8     |
| 9   | SC Internacional     | 10    | 1  | 5   | 4   | 7   | 9    | 13    |
| 10  | Portuguesa           | 10    | 1  | 5   | 4   | 7   | 11   | 16    |

| Poz | Klub                | Mecze | Zw | Rem | Por | Pkt | BrZd | BrStr |
| --- | ------------------- | ----- | -- | --- | --- | --- | ---- | ----- |
| 1   | Grêmio Porto Alegre | 10    | 4  | 5   | 1   | 13  | 12   | 6     |
| 2   | Cruzeiro EC         | 10    | 4  | 4   | 2   | 12  | 9    | 9     |
| 3   | EC Vitória          | 10    | 3  | 6   | 1   | 12  | 6    | 5     |
| 4   | Náutico             | 10    | 3  | 4   | 3   | 10  | 8    | 8     |
| 5   | São Paulo           | 10    | 3  | 3   | 4   | 9   | 9    | 10    |
| 6   | AA Internacional    | 10    | 3  | 2   | 5   | 8   | 7    | 11    |
| 7   | CR Flamengo         | 10    | 2  | 4   | 4   | 8   | 11   | 12    |
| 8   | Fluminense FC       | 10    | 2  | 3   | 5   | 7   | 13   | 17    |
| 9   | São José            | 10    | 1  | 5   | 4   | 7   | 6    | 12    |
| 10  | SE Palmeiras        | 10    | 2  | 2   | 6   | 6   | 8    | 12    |

### Drugi etap

#### Kolejka 1
| Data                 | Mecz                                                                           |
| -------------------- | ------------------------------------------------------------------------------ |
| 10 października 1990 | CA Bragantino - Corinthians Paulista 2:2 João Santos, Tiba - Fabinho, Neto     |
| 10 października 1990 | Goiás EC - CR Vasco da Gama 1:1 Túlio - Ânderson                               |
| 11 października 1990 | Santos FC - Portuguesa 1:0 Axel                                                |
| 11 października 1990 | Atlético Mineiro - SC Internacional 2:1 Altair, Gilberto Costa - Luís Fernando |
| 11 października 1990 | Botafogo FR - EC Bahia 0:1 Gil                                                 |

| Data                 | Mecz                                                              |
| -------------------- | ----------------------------------------------------------------- |
| 10 października 1990 | São Paulo - AA Internacional 1:0 Gilmar Oliveira                  |
| 10 października 1990 | SE Palmeiras - São José 2:0 Careca, Betinho                       |
| 10 października 1990 | CR Flamengo - EC Vitória 2:0 Gaúcho, Renato Gaúcho                |
| 10 października 1990 | Fluminense FC - Náutico 0:0                                       |
| 10 października 1990 | Cruzeiro EC - Grêmio Porto Alegre 4:0 Luís Gustavo (2), Ramón (2) |

#### Kolejka 2
| Data                 | Mecz                                                              |
| -------------------- | ----------------------------------------------------------------- |
| 14 października 1990 | Corinthians Paulista - EC Bahia 0:0                               |
| 14 października 1990 | Santos FC - Atlético Mineiro 0:0                                  |
| 14 października 1990 | CA Bragantino - Portuguesa 1:1 João Santos - Arnaldo              |
| 14 października 1990 | CR Vasco da Gama - SC Internacional 3:0 Bebeto, Bismarck, Luciano |
| 14 października 1990 | Botafogo FR - Goiás EC 2:0 Vivinho, Wílson Gottardo               |

| Data                 | Mecz                                                             |
| -------------------- | ---------------------------------------------------------------- |
| 13 października 1990 | EC Vitória - SE Palmeiras 1:2 Roberto Gaúcho - Marcelo, Toninho  |
| 13 października 1990 | Náutico - CR Flamengo 0:0                                        |
| 14 października 1990 | São José - São Paulo 0:0                                         |
| 14 października 1990 | AA Internacional - Cruzeiro EC 0:1 Adílson                       |
| 15 października 1990 | Grêmio Porto Alegre - Fluminense FC 2:1 Assis, Vílson - Denílson |

#### Kolejka 3
| Data                 | Mecz                                                                                |
| -------------------- | ----------------------------------------------------------------------------------- |
| 21 października 1990 | Santos FC - EC Bahia 1:0 Almir                                                      |
| 21 października 1990 | Corinthians Paulista - Portuguesa 0:0                                               |
| 21 października 1990 | CA Bragantino - Atlético Mineiro 1:1 João Santos - Nílton                           |
| 21 października 1990 | SC Internacional - Goiás EC 2:0 Hamílton, Célio                                     |
| 6 listopada 1990     | Botafogo FR - CR Vasco da Gama 2:2 Wílson Gottardo, Gílson Jáder - Bismarck, Sorato |

| Data                 | Mecz                                                                  |
| -------------------- | --------------------------------------------------------------------- |
| 20 października 1990 | Grêmio Porto Alegre - Náutico 5:0 Alfinete (2), Assis, Caio, Maurício |
| 21 października 1990 | São Paulo - SE Palmeiras 1:2 Bernardo - Careca, Betinho               |
| 21 października 1990 | EC Vitória - AA Internacional 3:0 Roberto Gaúcho (2), Júnior          |
| 21 października 1990 | Cruzeiro EC - São José 0:0                                            |
| 21 października 1990 | CR Flamengo - Fluminense FC 2:1 Gaúcho, Renato Gaúcho - Dedei         |

#### Kolejka 4
| Data                 | Mecz                                            |
| -------------------- | ----------------------------------------------- |
| 24 października 1990 | Botafogo FR - Corinthians Paulista 1:0 Luisinho |
| 24 października 1990 | Atlético Mineiro - CR Vasco da Gama 0:0         |
| 24 października 1990 | Goiás EC - Santos FC 1:0 Wallace                |
| 24 października 1990 | SC Internacional - CA Bragantino 0:0            |
| 25 października 1990 | EC Bahia - Portuguesa 0:0                       |

| Data                 | Mecz                                                 |
| -------------------- | ---------------------------------------------------- |
| 24 października 1990 | SE Palmeiras - CR Flamengo 1:1 Betinho - Gaúcho      |
| 24 października 1990 | AA Internacional - Náutico 1:0 Márcio Florêncio      |
| 24 października 1990 | São Paulo - EC Vitória 4:0 Eliel (3), Raí            |
| 24 października 1990 | São José - Grêmio Porto Alegre 1:1 Henrique - Caio   |
| 31 października 1990 | Fluminense FC - Cruzeiro EC 0:1 Luís Fernando Flores |

#### Kolejka 5
| Data                 | Mecz                                                                         |
| -------------------- | ---------------------------------------------------------------------------- |
| 27 października 1990 | SC Internacional - Santos FC 1:1 Célio - Luís Carlos                         |
| 27 października 1990 | Atlético Mineiro - Goiás EC 1:3 Gilberto Costa - Cacau, Túlio, Luvanor       |
| 28 października 1990 | Corinthians Paulista - CR Vasco da Gama 0:0                                  |
| 28 października 1990 | EC Bahia - CA Bragantino 1:1 Carlos Augusto-CA Bragantino (own goal) - Souza |
| 28 października 1990 | Portuguesa - Botafogo FR 3:1 Vágner Mancini (2), Vladimir - Valdeir          |

| Data                 | Mecz                                                          |
| -------------------- | ------------------------------------------------------------- |
| 28 października 1990 | Fluminense FC - SE Palmeiras 0:1 Careca                       |
| 28 października 1990 | São José - EC Vitória 2:1 Viola, Leandro - Catatau            |
| 28 października 1990 | Grêmio Porto Alegre - AA Internacional 3:0 Caio (2), Maurício |
| 28 października 1990 | CR Flamengo - São Paulo 0:1 Raí                               |
| 28 października 1990 | Náutico - Cruzeiro EC 1:0 Augusto                             |

#### Kolejka 6
| Data             | Mecz                                                            |
| ---------------- | --------------------------------------------------------------- |
| 3 listopada 1990 | CR Vasco da Gama - EC Bahia 0:0                                 |
| 3 listopada 1990 | SC Internacional - Botafogo FR 1:2 Edu Lima - Valdeir, Luisinho |
| 4 listopada 1990 | Corinthians Paulista - Santos FC 1:0 Dinei                      |
| 4 listopada 1990 | CA Bragantino - Goiás EC 0:0                                    |
| 4 listopada 1990 | Portuguesa - Atlético Mineiro 0:0                               |

| Data             | Mecz                                                                  |
| ---------------- | --------------------------------------------------------------------- |
| 3 listopada 1990 | SE Palmeiras - AA Internacional 1:0 Careca                            |
| 3 listopada 1990 | EC Vitória - Fluminense FC 1:2 Nardela - Julinho, Paulo Roberto       |
| 4 listopada 1990 | Náutico - São José 0:0                                                |
| 4 listopada 1990 | CR Flamengo - Grêmio Porto Alegre 0:1 Nílson                          |
| 4 listopada 1990 | Cruzeiro EC - São Paulo 1:2 Luís Fernando Flores - Mário Tilico, Ivan |

#### Kolejka 7
| Data              | Mecz                                                               |
| ----------------- | ------------------------------------------------------------------ |
| 10 listopada 1990 | Santos FC - CA Bragantino 3:0 Ney, Almir, Sérgio Manoel            |
| 11 listopada 1990 | Goiás EC - Corinthians Paulista 3:1 Túlio (2), Luvanor - Dinei     |
| 11 listopada 1990 | CR Vasco da Gama - Portuguesa 2:1 Sérgio Araújo, Sorato - Bentinho |
| 11 listopada 1990 | Botafogo FR - Atlético Mineiro 1:1 Luisinho - Mauricinho           |
| 11 listopada 1990 | EC Bahia - SC Internacional 2:1 Charles (2) - Caçapava             |

| Data              | Mecz                                                   |
| ----------------- | ------------------------------------------------------ |
| 10 listopada 1990 | São Paulo - Fluminense FC 0:0                          |
| 11 listopada 1990 | SE Palmeiras - Náutico 1:1 Betinho - Possi             |
| 11 listopada 1990 | São José - AA Internacional 1:0 Tita                   |
| 11 listopada 1990 | Cruzeiro EC - CR Flamengo 1:2 Hêider - Nélio, Fernando |
| 11 listopada 1990 | Grêmio Porto Alegre - EC Vitória 1:0 Caio              |

#### Kolejka 8
| Data              | Mecz                                                                       |
| ----------------- | -------------------------------------------------------------------------- |
| 14 listopada 1990 | Atlético Mineiro - Corinthians Paulista 1:3 Marquinhos - Mauro, Neto, Giba |
| 14 listopada 1990 | CA Bragantino - CR Vasco da Gama 1:0 Gil Baiano                            |
| 14 listopada 1990 | SC Internacional - Portuguesa 1:0 Letelier                                 |
| 14 listopada 1990 | Goiás EC - EC Bahia 0:0                                                    |
| 15 listopada 1990 | Santos FC - Botafogo FR 2:1 Almir, Axel - Gílson Jáder                     |

| Data              | Mecz                                                                           |
| ----------------- | ------------------------------------------------------------------------------ |
| 14 listopada 1990 | SE Palmeiras - Cruzeiro EC 3:2 Careca (3) - Ramón, Eduardo                     |
| 14 listopada 1990 | Fluminense FC - São José 1:0 Alexandre Torres                                  |
| 14 listopada 1990 | EC Vitória - Náutico 2:2 Gena-Náutico (own goal), Júnior - Possi, Ângelo       |
| 15 listopada 1990 | CR Flamengo - AA Internacional 3:1 Aílton, Uidemar, Rogério - Márcio Florêncio |
| 15 listopada 1990 | São Paulo - Grêmio Porto Alegre 1:0 Elivélton                                  |

#### Kolejka 9
| Data              | Mecz                                                                                |
| ----------------- | ----------------------------------------------------------------------------------- |
| 18 listopada 1990 | Corinthians Paulista - SC Internacional 0:3 Luís Fernando, Paulinho Criciúma, Júlio |
| 18 listopada 1990 | Portuguesa - Goiás EC 2:0 Ézio, Vágner Mancini                                      |
| 18 listopada 1990 | Botafogo FR - CA Bragantino 1:2 Juninho - João Santos, Franklin                     |
| 18 listopada 1990 | CR Vasco da Gama - Santos FC 2:2 Bismarck, Luciano - Sérgio Manoel, Ney             |
| 18 listopada 1990 | EC Bahia - Atlético Mineiro 2:0 Charles, Luís Henrique                              |

| Data              | Mecz                                                 |
| ----------------- | ---------------------------------------------------- |
| 18 listopada 1990 | Grêmio Porto Alegre - SE Palmeiras 0:0               |
| 18 listopada 1990 | Náutico - São Paulo 1:1 Bizu - Eliel                 |
| 18 listopada 1990 | AA Internacional - Fluminense FC 0:1 Denílson        |
| 18 listopada 1990 | São José - CR Flamengo 0:3 Djalminha, Zinho, Uidemar |
| 18 listopada 1990 | Cruzeiro EC - EC Vitória 2:1 Édson, Dinho - Catatau  |

#### Tabele
| Poz | Klub                 | Mecze | Zw | Rem | Por | Pkt | BrZd | BrStr |
| --- | -------------------- | ----- | -- | --- | --- | --- | ---- | ----- |
| 1   | Santos FC            | 9     | 4  | 3   | 2   | 11  | 10   | 6     |
| 2   | EC Bahia             | 9     | 3  | 5   | 1   | 11  | 6    | 3     |
| 3   | CR Vasco da Gama     | 9     | 2  | 6   | 1   | 10  | 10   | 7     |
| 4   | CA Bragantino        | 9     | 2  | 6   | 1   | 10  | 8    | 9     |
| 5   | Goiás EC             | 9     | 3  | 3   | 3   | 9   | 8    | 9     |
| 6   | SC Internacional     | 9     | 3  | 2   | 4   | 8   | 10   | 10    |
| 7   | Botafogo FR          | 9     | 3  | 2   | 4   | 8   | 11   | 12    |
| 8   | Portuguesa           | 9     | 2  | 4   | 3   | 8   | 7    | 6     |
| 9   | Corinthians Paulista | 9     | 2  | 4   | 3   | 8   | 7    | 10    |
| 10  | Atlético Mineiro     | 9     | 1  | 5   | 3   | 7   | 6    | 11    |

| Poz | Klub                | Mecze | Zw | Rem | Por | Pkt | BrZd | BrStr |
| --- | ------------------- | ----- | -- | --- | --- | --- | ---- | ----- |
| 1   | SE Palmeiras        | 9     | 6  | 3   | 0   | 15  | 13   | 6     |
| 2   | São Paulo           | 9     | 5  | 3   | 1   | 13  | 11   | 4     |
| 3   | CR Flamengo         | 9     | 5  | 2   | 2   | 12  | 13   | 6     |
| 4   | Grêmio Porto Alegre | 9     | 5  | 2   | 2   | 12  | 13   | 7     |
| 5   | Cruzeiro EC         | 9     | 4  | 1   | 4   | 9   | 12   | 9     |
| 6   | Fluminense FC       | 9     | 3  | 2   | 4   | 8   | 6    | 7     |
| 7   | São José            | 9     | 2  | 4   | 3   | 8   | 4    | 8     |
| 8   | Náutico             | 9     | 1  | 6   | 2   | 8   | 5    | 10    |
| 9   | EC Vitória          | 9     | 1  | 1   | 7   | 3   | 9    | 17    |
| 10  | AA Internacional    | 9     | 1  | 0   | 8   | 2   | 2    | 14    |

### Tabela sumaryczna
Tabela obejmuje wszystkie rezultaty osiągniete przez kluby w obu etapach grupowych. Jej celem było wyłonienie pozostałych ćwierćfinalistów (były to najlepsze kluby w tabeli sumarycznej z tych, które nie wygrały żadnej z grup w dwóch pierwszych etapach). Dwa ostatnie zespoły w tabeli sumarycznej spadły do II ligi.
| Poz | Klub                 | Mecze | Zw | Rem | Por | Pkt | BrZd | BrStr |
| --- | -------------------- | ----- | -- | --- | --- | --- | ---- | ----- |
| 1   | Grêmio Porto Alegre  | 19    | 9  | 7   | 3   | 25  | 25   | 13    |
| 2   | Atlético Mineiro     | 19    | 7  | 9   | 3   | 23  | 19   | 16    |
| 3   | São Paulo            | 19    | 8  | 6   | 5   | 22  | 20   | 14    |
| 4   | Corinthians Paulista | 19    | 8  | 6   | 5   | 22  | 17   | 18    |
| 5   | EC Bahia             | 19    | 7  | 8   | 4   | 22  | 20   | 12    |
| 6   | CA Bragantino        | 19    | 7  | 8   | 4   | 22  | 19   | 16    |
| 7   | Santos FC            | 19    | 7  | 8   | 4   | 22  | 19   | 13    |
| 8   | SE Palmeiras         | 19    | 8  | 5   | 6   | 21  | 21   | 18    |
| 9   | Cruzeiro EC          | 19    | 8  | 5   | 6   | 21  | 21   | 18    |
| 10  | Goiás EC             | 19    | 7  | 7   | 5   | 21  | 22   | 19    |
| 11  | CR Flamengo          | 19    | 7  | 6   | 6   | 20  | 24   | 18    |
| 12  | Botafogo FR          | 19    | 7  | 4   | 8   | 18  | 17   | 18    |
| 13  | Náutico              | 19    | 4  | 10  | 5   | 18  | 13   | 18    |
| 14  | CR Vasco da Gama     | 19    | 3  | 12  | 4   | 18  | 15   | 15    |
| 15  | Fluminense FC        | 19    | 5  | 5   | 9   | 15  | 19   | 24    |
| 16  | SC Internacional     | 19    | 4  | 7   | 8   | 15  | 19   | 23    |
| 17  | EC Vitória           | 19    | 4  | 7   | 8   | 15  | 15   | 22    |
| 18  | Portuguesa           | 19    | 3  | 9   | 7   | 15  | 18   | 22    |
| 19  | São José             | 19    | 3  | 9   | 7   | 15  | 10   | 20    |
| 20  | AA Internacional     | 19    | 4  | 2   | 13  | 10  | 9    | 25    |

### 1/4 finału
| Corinthians Paulista - Atlético Mineiro 2:1 i 0:0 1 24.11 1990 Neto (2) - Gérson 2 01.12 1990                                           |
| Santos FC - São Paulo 0:1 i 1:1 1 24.11 1990 Mário Tilico 2 01.12 1990 Paulinho - Eliel                                                 |
| SE Palmeiras - Grêmio Porto Alegre 1:0 i 0:2 1 24.11 1990 Careca 2 01.12 1990 Nílson, Vílson                                            |
| CA Bragantino - EC Bahia 1:1 i 2:3 1 24.11 1990 João Santos - Ivair s 2 01.12 1990 Barbosa, Mazinho - Charles, Vágner Basílio, Jorginho |

### 1/2 finału
| Grêmio Porto Alegre - São Paulo 0:2 i 1:0 1 05.12 1990 Raí (2) 2 08.12 1990 Maurício                         |
| EC Bahia - Corinthians Paulista 1:2 i 0:0 1 05.12 1990 Paulo Rodrigues - Neto, Vágner Basílio s 2 09.12 1990 |

### Finał
| São Paulo - Corinthians Paulista 0:1 i 0:1 |
| 13 grudnia 1990 São Paulo Estádio do Morumbi (85 463) São Paulo - Corinthians Paulista 0:1 (0:1) Sędzia: José Aparecido de Oliveira Bramki: 0:1 Wilson Mano Gol 4 São Paulo Futebol Clube (trener Telê Santana): Zetti - Cafu, Antônio Carlos, Ivan, Leonardo, Flávio, Bernardo, Raí, Mário Tilico (Alcindo), Eliel, Elivélton Sport Club Corinthians Paulista (trener Nelsinho Baptista): Ronaldo - Giba, Marcelo Djian, Guinei, Jacenir, Márcio (Ezequiel), Wilson Mano, Neto, Fabinho (Marcos Roberto), Tupãzinho, Mauro    |
| 16 grudnia 1990 São Paulo Estádio do Morumbi (100 858) Corinthians Paulista - São Paulo 1:0 (0:0) Sędzia: Edmundo Lima Filho Bramki: 1:0 Tupãzinho 54 Sport Club Corinthians Paulista (trener Nelsinho Baptista): Ronaldo - Giba, Marcelo Djian, Guinei, Jacenir, Márcio, Wilson Mano, Neto (Ezequiel), Fabinho, Tupãzinho, Mauro (Paulo Sérgio) São Paulo Futebol Clube (trener Telê Santana): Ronaldo - Giba, Marcelo Djian, Guinei, Jacenir, Márcio, Wilson Mano, Neto (Ezequiel), Fabinho, Tupãzinho, Mauro (Paulo Sérgio) |

Mistrzem Brazylii w 1990 roku został klub Corinthians Paulista, natomiast klub São Paulo został wicemistrzem Brazylii.

## Końcowa klasyfikacja sezonu 1990
| Poz | Klub                 | Mecze | Zw | Rem | Por | Pkt | BrZd | BrStr |
| --- | -------------------- | ----- | -- | --- | --- | --- | ---- | ----- |
| 1   | Corinthians Paulista | 25    | 12 | 8   | 5   | 32  | 23   | 20    |
| 2   | São Paulo            | 25    | 10 | 7   | 8   | 27  | 24   | 18    |
| 3   | Grêmio Porto Alegre  | 23    | 11 | 7   | 5   | 29  | 28   | 16    |
| 4   | EC Bahia             | 23    | 8  | 10  | 5   | 26  | 25   | 17    |
| 5   | Atlético Mineiro     | 21    | 7  | 10  | 4   | 24  | 20   | 18    |
| 6   | SE Palmeiras         | 21    | 9  | 5   | 7   | 23  | 22   | 20    |
| 7   | Santos FC            | 21    | 7  | 9   | 5   | 23  | 20   | 15    |
| 8   | CA Bragantino        | 21    | 7  | 9   | 5   | 23  | 22   | 20    |
| 9   | Cruzeiro EC          | 19    | 8  | 5   | 6   | 21  | 21   | 18    |
| 10  | Goiás EC             | 19    | 7  | 7   | 5   | 21  | 22   | 19    |
| 11  | CR Flamengo          | 19    | 7  | 6   | 6   | 20  | 24   | 18    |
| 12  | Botafogo FR          | 19    | 7  | 4   | 8   | 18  | 17   | 18    |
| 13  | Náutico              | 19    | 4  | 10  | 5   | 18  | 13   | 18    |
| 14  | CR Vasco da Gama     | 19    | 3  | 12  | 4   | 18  | 15   | 15    |
| 15  | Fluminense FC        | 19    | 5  | 5   | 9   | 15  | 19   | 24    |
| 16  | SC Internacional     | 19    | 4  | 7   | 8   | 15  | 19   | 23    |
| 17  | EC Vitória           | 19    | 4  | 7   | 8   | 15  | 15   | 22    |
| 18  | Portuguesa           | 19    | 3  | 9   | 7   | 15  | 18   | 22    |
| 19  | São José             | 19    | 3  | 9   | 7   | 15  | 10   | 20    |
| 20  | AA Internacional     | 19    | 4  | 2   | 13  | 10  | 9    | 25    |